# Rob Caggiano

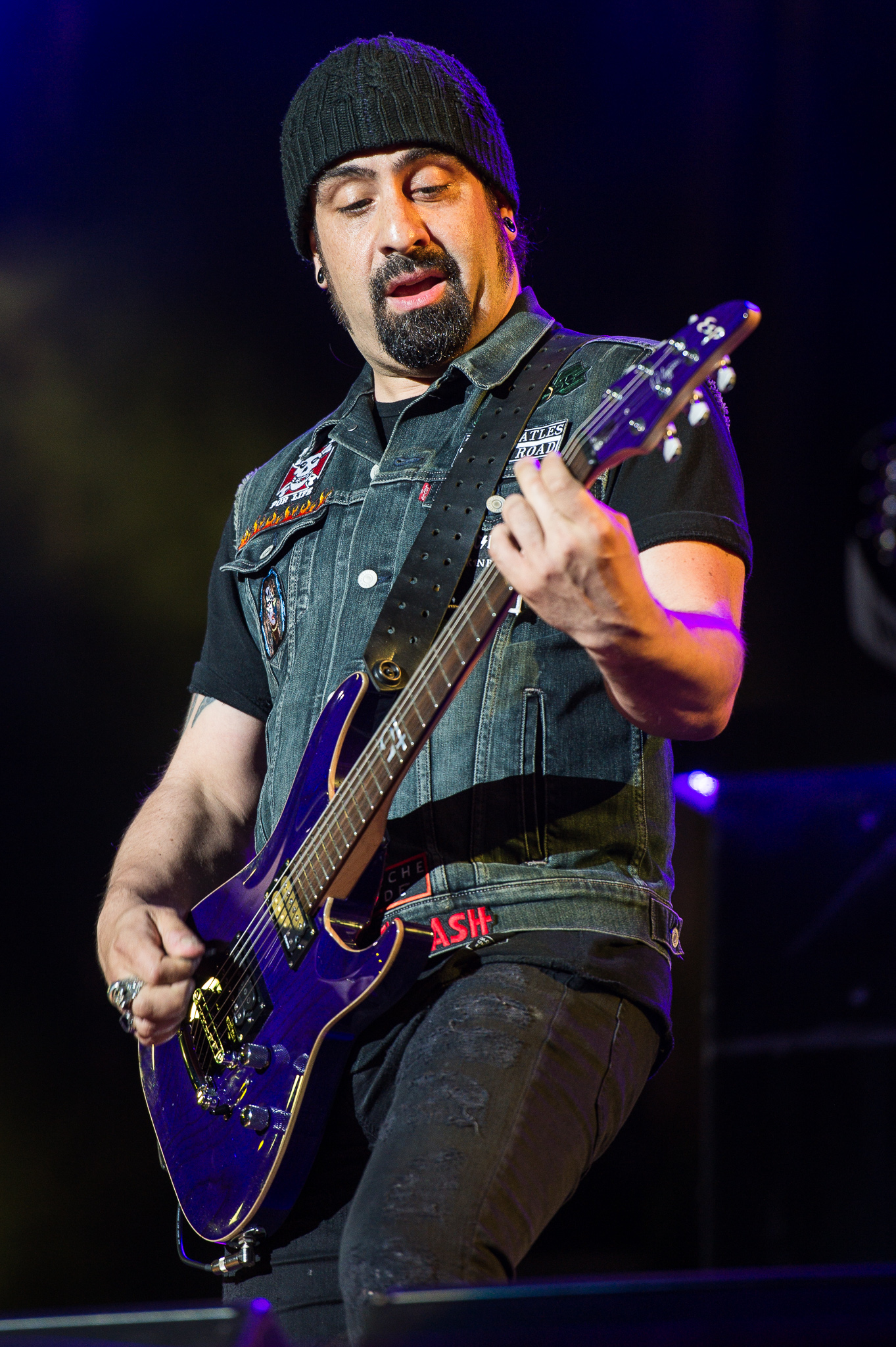
Rob Caggiano 2016 bei Rock im Park

Rob Caggiano (* 7. November 1976 in Bronx, New York City) ist ein amerikanischer Gitarrist, Toningenieur und Musikproduzent. Er gehörte mit Unterbrechungen von 2001 bis Anfang 2013 zur Besetzung der Thrash-Metal-Band Anthrax. Von 2013 bis 2023 war er Gitarrist der Band Volbeat.

## Biografie
Caggiano wurde in New York City geboren und wuchs dort auf. Mit neun Jahren begann er, Gitarre und Schlagzeug zu spielen und fokussierte sich später ausschließlich auf das Gitarrenspiel. 1996 gehörte er zu den Gründern der Nu-Metal-Band Boiler Room, mit denen er im Jahr 2000 das Album Can't Breathe aufnahm und veröffentlichte. Die Band löste sich 2001 auf. Anthrax war zeitgleich auf der Suche nach einem zweiten Gitarristen. Caggiano, der die Bandmitglieder schon länger kannte, bewarb sich um den Posten und wurde nach einem Vorspielen engagiert. Seit Anfang der 2000er bildet Caggiano gemeinsam mit Eddie Wohl das Produzententeam Scrap 60 und betreibt ein eigenes Tonstudio. Zu den bekanntesten Bands, deren Alben er produzierte, gehören Cradle of Filth und Bleeding Through. Weiterhin arbeitete Caggiano als Toningenieur bei Tourneen von Bands wie Motörhead und Judas Priest. 2011 produzierte er den Song Forgive me Father (I am in Trance), auf der Cradle of Filth EP Evermore Darkly.
Im Februar 2013 stellte die dänische Band Volbeat Caggiano als neuen Gitarristen vor. Er nahm den seit Ende 2011 nicht fest besetzten Platz des früheren Gitarristen Thomas Bredahl ein. Am 5. Juni 2023 gab die Band Volbeat auf ihrer Homepage bekannt, sich nach nunmehr zehn Jahren von Caggiano als Gitarrist getrennt zu haben.
Caggiano ist unverheiratet, hat keine Kinder und lebt in Los Angeles.

## Diskografie
mit Boiler Room
- Can't Breathe (2000)

mit Anthrax
- We’ve Come for You All (2003)
- The Greater of Two Evils (2004)
- Worship Music (2011)

mit The Damned Things
- Ironiclast (2010)

mit Volbeat
- Outlaw Gentlemen & Shady Ladies (2013)
- Seal the Deal & Let’s Boogie (2016)
- Rewind, Replay, Rebound (2019)
- Servant of the Mind (2021)

als Gastmusiker
- Primer 55 – Introduction to Mayhem (2000)
- Melechesh – Enki (Song The Palm, the Eye and Lapis Lazuli, 2015)

als Produzent
- Dry Kill Logic – The Darker Side of Nonsense (2001, als Koproduzent)
- 36 Crazyfists – Bitterness the Star (2002, als Koproduzent)
- Cradle of Filth – Nymphetamine (2004)
- A Life Once Lost – Hunter (2005)
- Cradle of Filth – Thornography (2006)
- Bleeding Through – The Truth (2006)